# Norberto Conde
Norberto Conde, (Buenos Aires, 14 de marzo de 1931 - ibídem, 8 de septiembre de 2014) fue un futbolista argentino que jugaba en la demarcación de volante ofensivo.

## Biografía
Formado en las divisiones inferiores de Vélez Sarsfield, bajo la dirección técnica de don Victorio Spinetto debutó el 6 de abril de 1952 en una derrota 2 a 0 del club de Liniers ante Banfield en cancha de Lanús , con la "v azulada" disputó 224 encuentros en los que marcó 108 tantos, convirtiéndose en uno de los máximos artilleros en la historia del club. Fue una de las figuras del plantel de Vélez Sarsfield que se coronó subcampeón en 1953 anotando 18 tantos. Más tarde fue el goleador del Campeonato 1954 con 19 goles.
Pasó a Huracán en 1959 y luego en 1961 a Atlanta. Luego de tres destacadas temporadas en el conjunto de Villa Crespo regresó a Vélez Sarsfield, luego de jugar para Ferro. También disputó algunos encuentros jugando para el América de Cali de Colombia en 1966 antes de retirarse. Participó del plantel argentino que obtuvo el Torneo Sudamericano de Fútbol de Chile en 1955. También actuó en varios encuentros más con la selección tanto en amistosos como eliminatorias mundialistas.(2)

## Clubes
| Club            | País      | Año         |
| --------------- | --------- | ----------- |
| Vélez Sarsfield | Argentina | 1952 - 1959 |
| Huracán         | Argentina | 1959 - 1961 |
| Atlanta         | Argentina | 1961 - 1964 |
| Ferro           | Argentina | 1964        |
| Vélez Sarsfield | Argentina | 1964-1966   |
| América de Cali | Colombia  | 1966        |

## Títulos
| Título                                 | Equipo              | Sede  | Año  |
| -------------------------------------- | ------------------- | ----- | ---- |
| Campeonato Sudamericano de Selecciones | Selección Argentina | Chile | 1955 |

## Distinciones individuales
| Distinción                           | Club            | Año  |
| ------------------------------------ | --------------- | ---- |
| Máximo goleador de la Liga Argentina | Vélez Sarsfield | 1954 |